# Bosboom Toussaintstraat

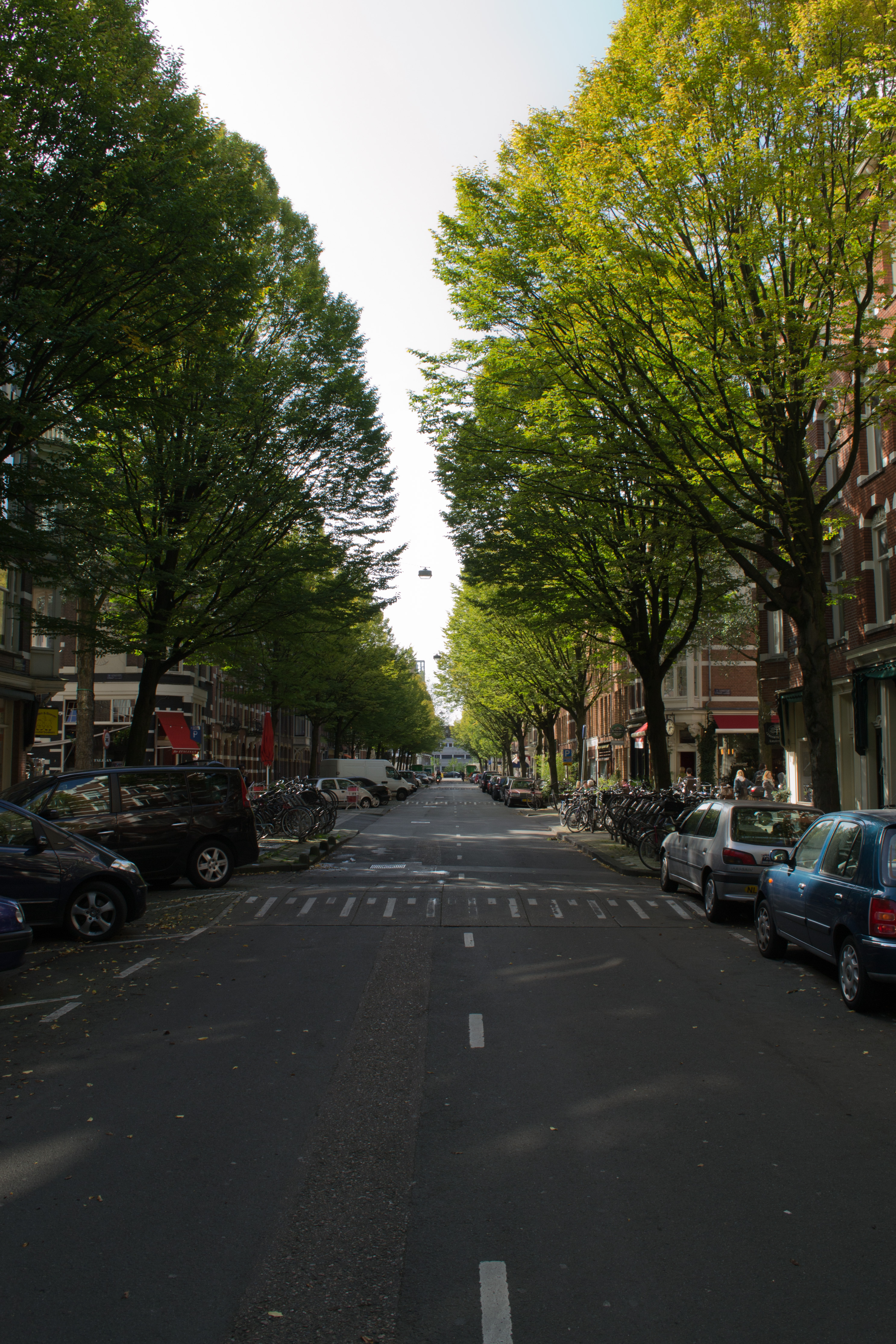
Bosboom Toussaintstraat

De Bosboom Toussaintstraat is een straat in de Helmersbuurt in het stadsdeel Amsterdam-West. De straat kreeg zijn naam in 1882. De naam verwijst naar Geertruida Bosboom-Toussaint, een bekend Nederlands schrijfster.

## Oorsprong
De straat is ontstaan op het tracé van de gedempte Pestsloot. Over deze sloot werden zieken die leden aan de pest van het binnengasthuis naar het buitengasthuis vervoerd. Dankzij het transport over water werd het besmettingsgevaar teruggedrongen. Het water in de Pestsloot gaf echter veel stankoverlast, doordat al het afval erin gedumpt werd. 
Langs de Pestsloot lagen tuinen, lakenramen en molen 't Rottenest. Sommige mensen uit het centrum hadden er een klein buitenhuis met een tuin.

## Traject en bebouwing
De straat vormt een belangrijke verbinding tussen de Eerste Constantijn Huygensstraat en de Nassaukade, vooral omdat de straat in het verlengde ligt van de Koekjesbrug over de Singelgracht naar het Raamplein en de Marnixstraat. De Overtoom en het Leidseplein liggen in de nabijheid.
Alternatief genezeres Greet Hofmans hield praktijk in de Bosboom Toussaintstraat no 3.
Restaurant Gertrude van acteur Géza Weisz is gevestigd in de Bosboom Toussaintstraat no. 28.

## Sloten
In de tot 1921 zelfstandige gemeente Sloten bestond sinds 21 november 1905 ook een Bosboomstraat. In 1921 werd de gemeente door Amsterdam geannexeerd en bestonden er in Amsterdam twee Bosboomstraten. Om verwarring te voorkomen werd de Slotense Bosboomstraat op 22 maart 1922 gewijzigd in Andreas Schelfhoutstraat, naar de schilder met die naam.

## Gelijknamige straten
Behalve in Amsterdam zijn er ook in Harlingen, Utrecht, Harderwijk, Groningen, Leidschendam, Rijnwoude, Zwolle, Dordrecht, Hilversum en Enschede straten met de naam Bosboom Toussaintstraat.